# 1-528КП-40
1-528КП-40 (неофициальное название «точка Надёжина») — советская типовая серия кирпичных жилых домов-«точек», возводимых с 1962 по 1970-е годы в Ленинграде, а также некоторых других городах. Авторы проекта — известные советские архитекторы Н. Н. Надёжин и В. М. Фромзель. Первоначально индивидуальный проект был высоко оценён в профессиональной среде и вскоре был утверждён как типовой. Дом был отмечен публикациями в престижных зарубежных изданиях L'Architecture d'aujourd'hui (Франция) и The Architectural Review (Великобритания) в 1964 и 1965 годах.

## История создания
В 1961 году в институте «Ленпроект» в мастерской № 3 О. И. Гурьева архитектором Н. Н. Надёжиным под руководством мастера сталинского неоклассицизма В. М. Фромзеля был разработан проект девятиэтажного кирпичного «точечного» жилого дома на 45 квартир.

Родилась идея этого дома так. Сидел я на каком-то совещании в Союзе архитекторов, вертел в руках пустую коробку из-под папирос «Казбек», на которой джигит скачет верхом, если помните. Раскрыл коробочку, стал рисовать.— В. М. Фромзель, Санкт-Петербургские ведомости № 22 (2412), 3 февраля 2001
Примечательно, что изначально индивидуальный проект был создан по заказу одного из первых в СССР жилищно-строительных кооперативов «Маяк» в Выборгском районе Ленинграда. При проектировании учитывались решения собрания будущих жильцов. Первые здания были построены в 1962 году по адресам Дрезденская улица, 26 и проспект Тореза, 90.
Проект стал событием в архитектурно-строительной практике Ленинграда. В отличие от распространённой в то время типовой безликой крупнопанельной застройки «хрущёвками», новые здания имели хоть и простой, но своеобразный пластичный облик: чередование разноцветного кирпича в фасадах, «перебивка» этажности, запоминающееся соотношение глухих стен, лоджий, проёмов.
Квартиры в этих домах имели улучшенную для того времени планировку: более просторные кухни и комнаты, отсутствие комнат «вагонных» пропорций, комнаты с окнами на две стороны, просторные «двушки», вместо тесных «трёшек». Небольшая площадь застройки здания (около 300 м²) позволяла легко «внедрять» его в самые разные участки и кварталы, в отличие от гораздо менее манёвренных с точки зрения градостроительства протяжённых панельных домов. Кроме того, эти девятиэтажки были относительно недороги в производстве. Фактически этот проект стал одной из первых ласточек в преодолении «хрущёвщины» в массовом строительстве, как в плане внешнего «украшательства», так и стандартов планировки и метража.
Эти особенности сделали проект очень популярным не только среди профессионалов-архитекторов, но и простых горожан. Его рекомендовали для повторного использования, а вскоре утвердили как типовой за номером 1-528КП-40. Проект стал общесоюзным и часто применялся при кооперативном строительстве. Всего в Ленинграде по нему было построено более трёхсот домов. Как заметили критики: «Многократно реализованный дом остаётся образцом достижения выразительного результата самыми скупыми средствами». По утверждению профессора Ю. И. Курбатова, надёжинский проект «спас» застройку новых кварталов Ленинграда от «угрюмой монотонности».
Типовой дом-башня получил своё неофициальное название в честь автора — «точка Надёжина», став единственным таким примером в Ленинграде. Проект был отмечен публикациями в престижных зарубежных изданиях L'Architecture d'aujourd'hui (Франция) и The Architectural Review (Великобритания) в 1964 и 1965 годах, а архитектор Н. Н. Надёжин обрёл всесоюзную известность.

## Описание

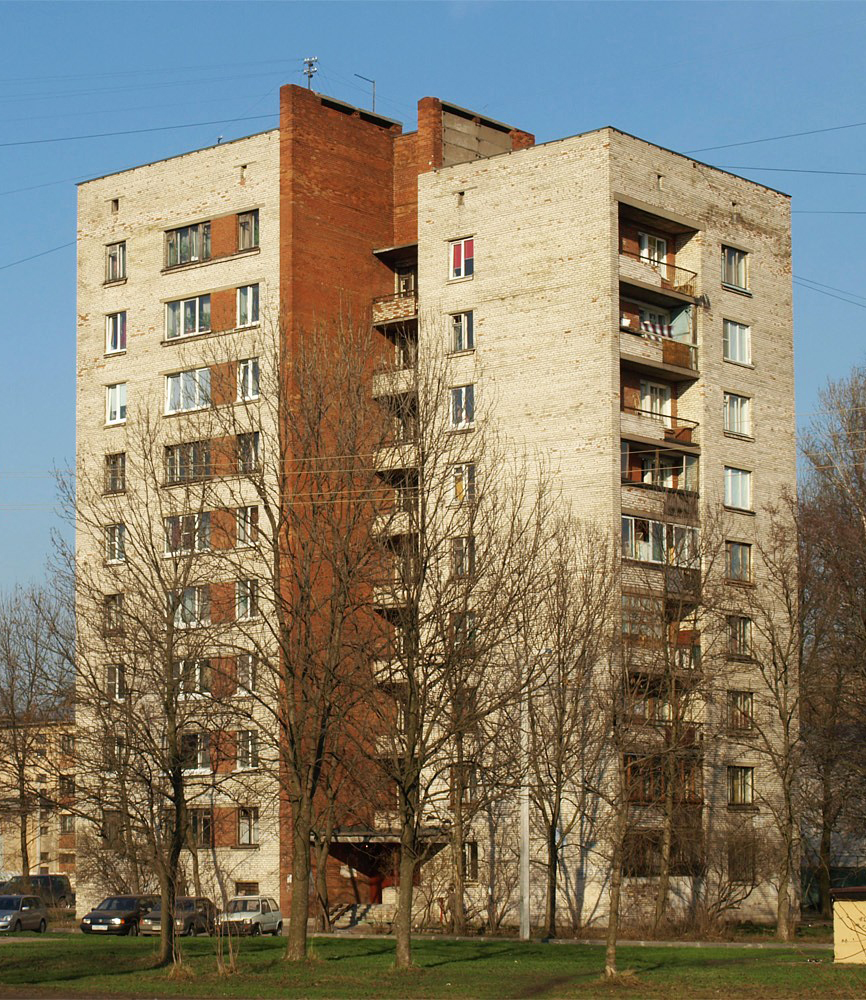
Передний и правый фасады

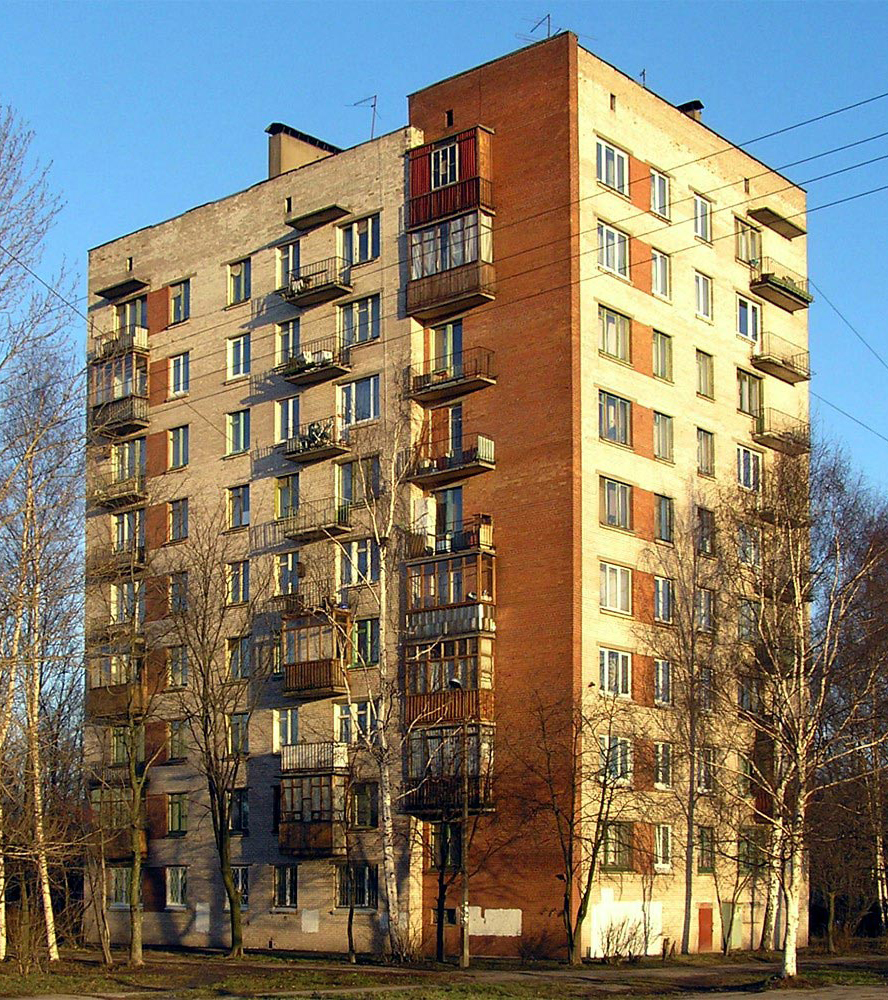
Задний и левый фасады

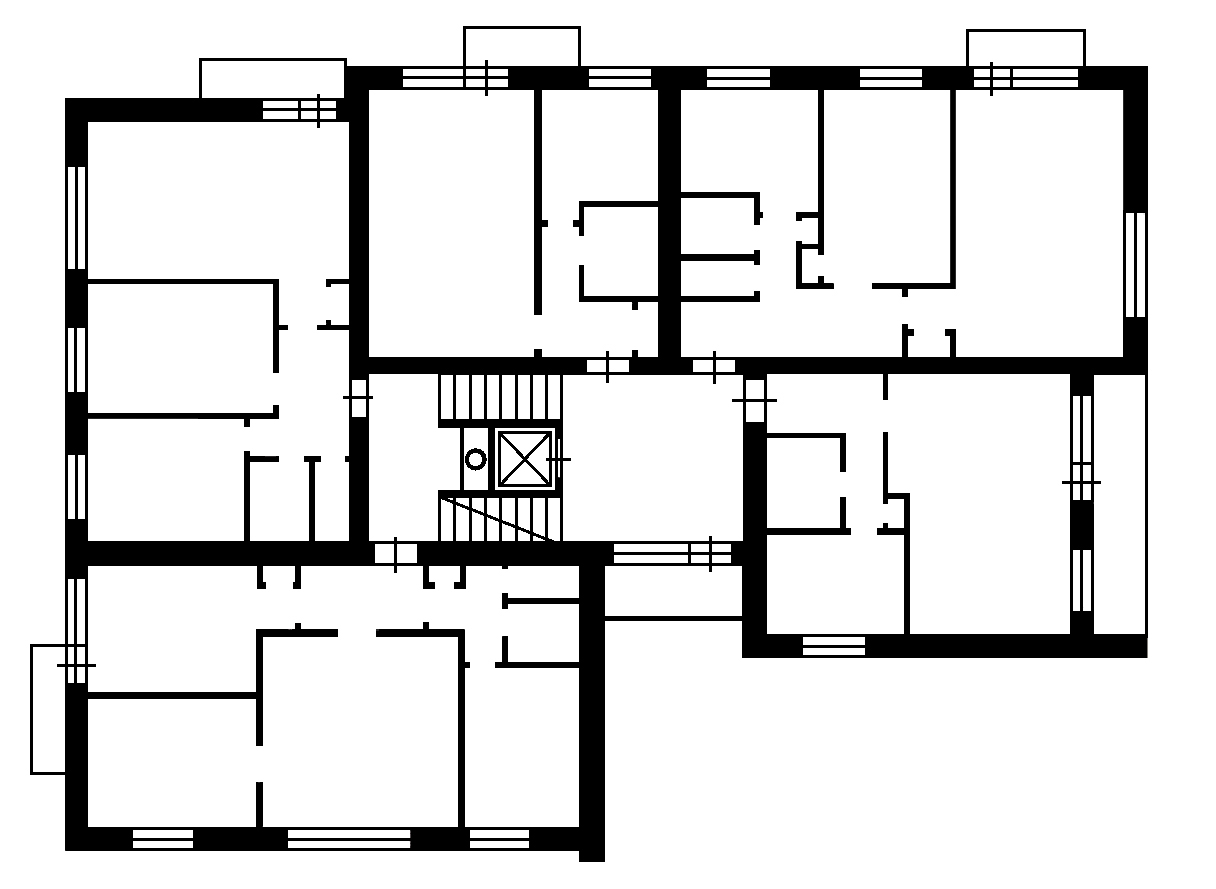
План-схема

Серия представляет собой девятиэтажные «точечные» кирпичные здания на 45 квартир. Площадь застройки — около 300 м². Внешние стены из неоштукатуренного кирпича, в большинстве случаев — силикатного (серого цвета) с красными вставками из керамического. Высота потолков 2,5-2,7 м. Перекрытия выполнены из многопустотных настилов со стяжкой, имеющей войлочную подоснову.
Квартиры 1,2,3-комнатные, на каждом этаже расположено по 5 квартир (1-1-2-2-3-комнаты, общая площадь — 33, 34, 47, 50 и 57 м² соответственно), причём две из них находятся на пол-этажа выше, чем три остальные. Квартиры разделены между собой капитальными стенами, внутри квартир стены не несущие. Комнаты достаточно просторные, отсутствуют «коридорные» типы. В однокомнатных квартирах санузел совмещённый, в остальных — раздельный. Жилые комнаты — 10-20 м², кухня — от 6 до 8 м². Почти все квартиры окнами выходят на две стороны и имеют балкон или лоджию.
Дома оснащены пассажирским лифтом (усечённых габаритов, грузоподъёмность 320 кг) и мусоропроводом, которые идут в центре лестничной площадки и не граничат ни с одной из квартир, благодаря чему дом обладает хорошей звукоизоляцией. Три квартиры выходят на основную лестничную площадку, имеющую просторную лоджию.
В Ленинграде здания этой серии массово строились в 1960-х, чаще всего — вдоль красных линий кварталов 5-этажных «хрущёвок», реже — образуя собственные ансамбли, например, вокруг Серебряного пруда в Выборгском районе.
Серия возводилась с 1962 по 1970-е года.

## Распространение
Большая часть этих домов построена в Санкт-Петербурге и Ленинградской области (более 300), а также в других городах, таких как: Минск, Великий Новгород, Вологда, Петрозаводск, Кондопога, Смоленск, Ульяновск, Томск, Омск, Хабаровск, Комсомольск-на-Амуре. В том числе в закрытых городках, таких как Зеленогорск,Железногорск, Димитровград, Снежинск, Обнинск, Протвино, Новоуральск, Озёрск, Полярные Зори, Кирово-Чепецк. Кроме того, 10 домов было построено в городах Латвии: Айзкраукле, Даугавпилс и Саласпилс.

## Модификации
Известно о существовании нескольких серийных модификаций домов серии 1-528КП-40.
Первая, более ранняя, «классическая», строилась почти исключительно в Ленинграде и его пригородах. Вне границ города на Неве она также встречается в Выборге и Великом Новгороде.
Впоследствии при адаптации проекта для Соснового Бора была разработана так называемая «точечная серийная конфигурация на 45 квартир для пригородов и закрытых городков». Этого требовали новые правила пожарной безопасности: в структуру дома внесли дополнительную эвакуационную лестницу. Здания данной модификации отличаются дополнительными балконами и небольшим выступом на заднем фасаде, а иногда и материалом внешней отделки. Этот вариант встречается преимущественно в Ленинградской области и других регионах России, а в Санкт-Петербурге он есть, например, в Красном Селе.
Также существуют здания с различными более или менее значительными конструктивными особенностями. Например, дома 74 и 104к1 по проспекту Тореза имеют небольшую одноэтажную пристройку, дом 39 по Светлановскому проспекту вплотную пристроен к соседнему дому серии 1-528КП-41/42. Здания на проспекте Металлистов, 113 и Кондратьевский проспект, 53 значительно изменены: имеют по 4 квартире на этаже, все на одном уровне, всего — 32, 1 этаж нежилой. Здания на Колпинском шоссе, 12 и 47 дополнены большими пристроенными лоджиями. В Гатчине на улице академика Константинова, 5 и 7к1 дома имеют большую одноэтажную пристройку с нежилыми помещениями и частично нежилой первый этаж. В домах по адресу Железноводская улица, 31, 33, 35, 44 и 48 в трёхкомнатной квартире одно окно перенесено с лицевого фасада на боковой.

### Фотогалереи и базы данных
- Список домов проекта 1-528КП-40.